# スタディオ・マリオ・リガモンティ
スタディオ・マリオ・リガモンティ（Stadio Mario Rigamonti）は、イタリア・ロンバルディア州ブレシアにあるサッカースタジアム。ブレシア・カルチョがホームスタジアムとしている。収容人数は16,743。

## 概要
スタジアムの名称は、地元出身のプレーヤーで、「グランデ・トリノ」の一員として活躍していた1949年、「スペルガの悲劇」で亡くなったマリオ・リガモンティにちなむ。